# Paraphlomis

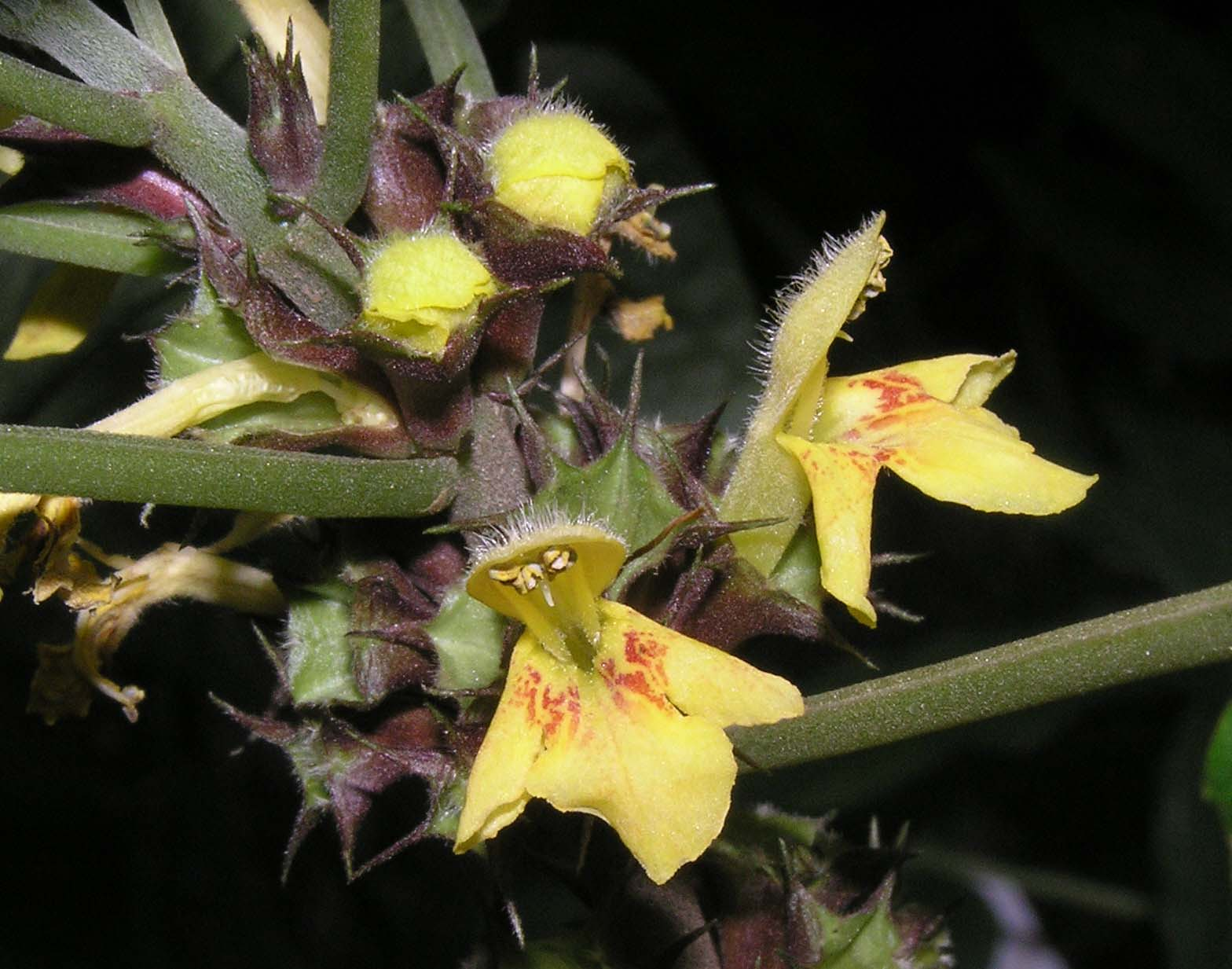
Paraphlomis javanica (Jardín botánico de Hong Kong)

Paraphlomis es un género con 30 especies de plantas con flores perteneciente a la familia Lamiaceae. Es originario de las regiones tropicales y subtropicales de Asia.

## Especies seleccionadas
- Paraphlomis albida
- Paraphlomis albiflora
- Paraphlomis albo
- Paraphlomis biflora
- Paraphlomis brevidens
- Paraphlomis brevifolia
- Paraphlomis foliata